# زاغه علیا
زاغه علیا، روستایی از توابع بخش سارال شهرستان دیواندره در استان کردستان ایران است.

## جمعیت
این روستا در دهستان کوله قرار دارد و براساس سرشماری مرکز آمار ایران در سال ۱۳۸۵، جمعیت آن ۴۹۶ نفر (۱۲۳خانوار) بوده‌است.